# San Millán de Lara
San Millán de Lara è un comune spagnolo di 79 abitanti situato nella comunità autonoma di Castiglia e León.
Il comune comprende la località di Iglesiapinta.